# Prunay-le-Gillon
Prunay-le-Gillon ist eine französische Gemeinde mit 1.155 Einwohnern (Stand: 1. Januar 2022) im Département Eure-et-Loir in der Region Centre-Val de Loire. Sie gehört zum Arrondissement Chartres und zum Kanton Chartres-2.

## Geographie
Prunay-le-Gillon liegt etwa 13 Kilometer südöstlich des Stadtzentrums von Chartres. Umgeben wird Prunay-le-Gillon von den Nachbargemeinden Sours im Nordwesten und Norden, Francourville im Norden und Nordosten, Moinville-la-Jeulin im Osten, Boisville-la-Saint-Père im Osten und Südosten, Allonnes im Süden, Theuville im Süden und Südwesten sowie Berchères-les-Pierres im Westen.
Durch die Gemeinde führt die Route nationale 154.

## Bevölkerungsentwicklung
| Jahr                       | 1962 | 1968 | 1975 | 1982 | 1990 | 1999 | 2006 | 2013 | 2020 |
| Einwohner                  | 742  | 681  | 727  | 812  | 941  | 892  | 905  | 1040 | 1077 |
| Quellen: Cassini und INSEE |      |      |      |      |      |      |      |      |      |

## Sehenswürdigkeiten
- Kirche Saint-Denis aus dem 13. Jahrhundert, Monument historique seit 1920/2010